# Asparagus nesiotes
Asparagus nesiotes — вид рослин із родини холодкових (Asparagaceae).

## Біоморфологічна характеристика
Це мінлива рослина, з кладодіями, які не сильно колючі, короткі й розташовані в щільних пучках. Плоди червонуваті.

## Середовище проживання
Ендемік Макаронезії — Канарські острови (Фуертевентура з Лобос і Лансароте з Грасіозою — Asparagus nesiotes subsp. purpureiensis) й Острови Селваженш (Asparagus nesiotes ssp. nesiotes).
Він толерантний до посушливих умов і його можна знайти в кам'янистих районах біля узбережжя.

## Загрози й охорона
Їй загрожує випас худоби на Канарських островах і природна ерозія на Селваженш. A. nesiotes ssp. purpuriensis внесений до Червоному списку судинних рослин Іспанії як такий, що перебуває під загрозою зникнення (EN). A. nesiotes ssp. nesiotes знайдено в національному заповіднику Селваженш.